# IEEE Spectrum
IEEE Spectrum – miesięcznik wydawany przez organizację IEEE traktujący o najnowszych trendach w technologii, a także wpływie rozwoju techniki na cywilizację. Adresowany jest do osób zawodowo zajmujących się nowoczesnymi technologiami oraz kadr menedżerskich.
W 2010 IEEE Spectrum został laureatem nagrody Utne Independent Press Award w kategorii nauka i technika.